# Santa Marta de Tera
Santa Marta de Tera es una localidad española del municipio de Camarzana de Tera, en la provincia de Zamora, y la comunidad autónoma de Castilla y León.
Este pequeño pueblo, perteneciente a la comarca de Benavente y Los Valles, es más conocido por el monumento que se encuentra en la plaza Mayor, una iglesia románica construida a finales del siglo XI. Su visita es frecuentada tanto por turistas como por peregrinos que realizan el Camino de Santiago. La iglesia, junto con el monasterio que está al lado, han sido recientemente restaurados.
Se encuentra también el Albergue del Peregrino, con alojamiento para trece personas, ya que es en la población donde termina una de las etapas del Camino Sanabrés.

## Historia
En la Edad Media, el territorio en el que se asienta Santa Marta quedó integrado en el Reino de León, cuyos monarcas habrían emprendido la fundación del pueblo, erigiéndose la iglesia parroquial románica en esta época.
Posteriormente, en la Edad Moderna, Santa Marta de Tera fue una de las localidades que se integraron en la provincia de las Tierras del Conde de Benavente y dentro de esta en receptoría de Benavente.
No obstante, al reestructurarse las provincias y crearse las actuales en 1833, Santa Marta de Tera pasó a formar parte de la provincia de Zamora, dentro de la Región Leonesa, quedando integrada en 1834 en el partido judicial de Benavente.

## Patrimonio

### Iglesia parroquial
Santa Marta posee una bella iglesia de planta de cruz latina y cabecera recta, que resulta excepcional en el estilo románico de la región, por lo que se cree que este templo sigue el trazado de otro más antiguo. Formaba parte de un monasterio mozárabe, pero la iglesia se construyó a principios del siglo XII y en su portada se puede ver una interesante iconografía con dos figuras en alto relieve, una de ellas de Santiago Apóstol, lo que adscribe este templo a los que jalonan el Camino, sobre todo por las correspondencias que se encuentran con iglesias como la de San Isidoro de León y San Martín de Frómista. De la ornamentación merece destacar la belleza de los capiteles, entre los que hay que mencionar en el interior el de Santa Marta y la Adoración de los Reyes Magos.
La iglesia de la localidad de Santa Marta de Tera ofrece el fenómeno de la luz equinoccial cada cierto periodo de tiempo. Esta es una de las características más llamativas del templo románico. Dicho fenómeno se produce dos veces al año coincidiendo con los equinoccios de otoño y de primavera, el sol penetra en la sala a través del óculo de la cabecera e ilumina el capitel historiado situado a la izquierda del ábside. El fenómeno de la luz equinoccial fue redescubierto hace más de una década por el ya fallecido y entonces párroco de la localidad, Julián Acedo, que fue el principal divulgador de dicha maravilla, como indican algunos turistas y peregrinos que acuden a observar este fenómeno, en primera persona, los días 21 de marzo y 23 de septiembre desde que se hizo público.

## Demografía
| Gráfica de evolución demográfica de Santa Marta de Tera entre 2000 y 2023 |
|                                                                           |

## Fiestas
- 23 de febrero: se celebra Santa Marta (Santa Marta de Astorga)

- 13 de junio: fiesta dedicada al patrón del pueblo, San Antonio. Se celebra el fin de semana siguiente a este día, ya que suele coincidir entre semana. Es la fiesta grande del pueblo. Por la mañana se suele celebrar una misa en honor al patrón. Por la tarde se realizan juegos autóctonos para la gente del pueblo, y por la noche hay una verbena en la plaza del pueblo a la que también acuden las personas de los alrededores.
- 29 de julio: La asociación de mujeres (valles los robles) del pueblo son las encargadas de realizar, y organizar la fiesta con alguna ayuda del ayuntamiento.

## Galería de imágenes

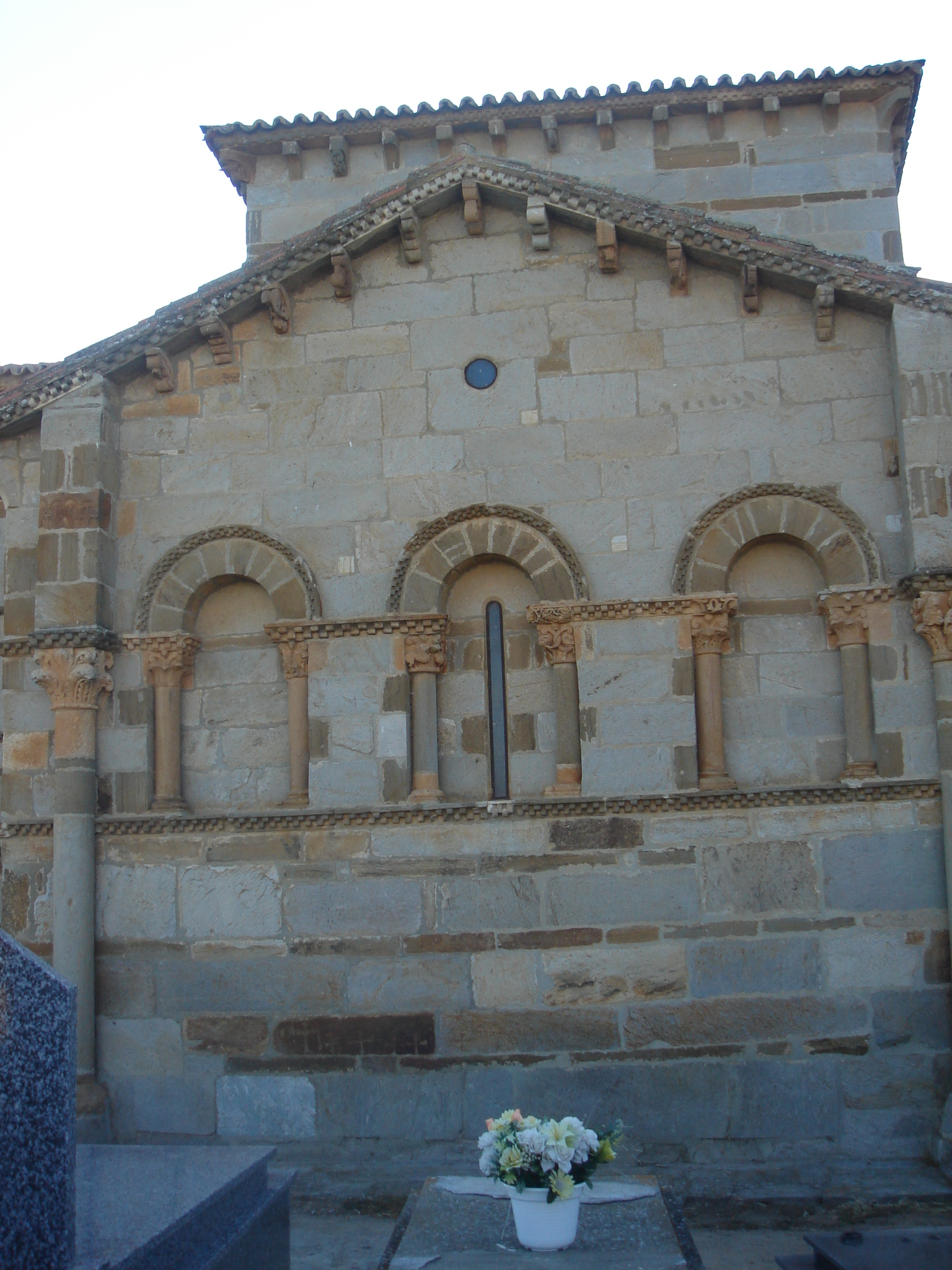
Monasterio de Santa Marta de Tera.
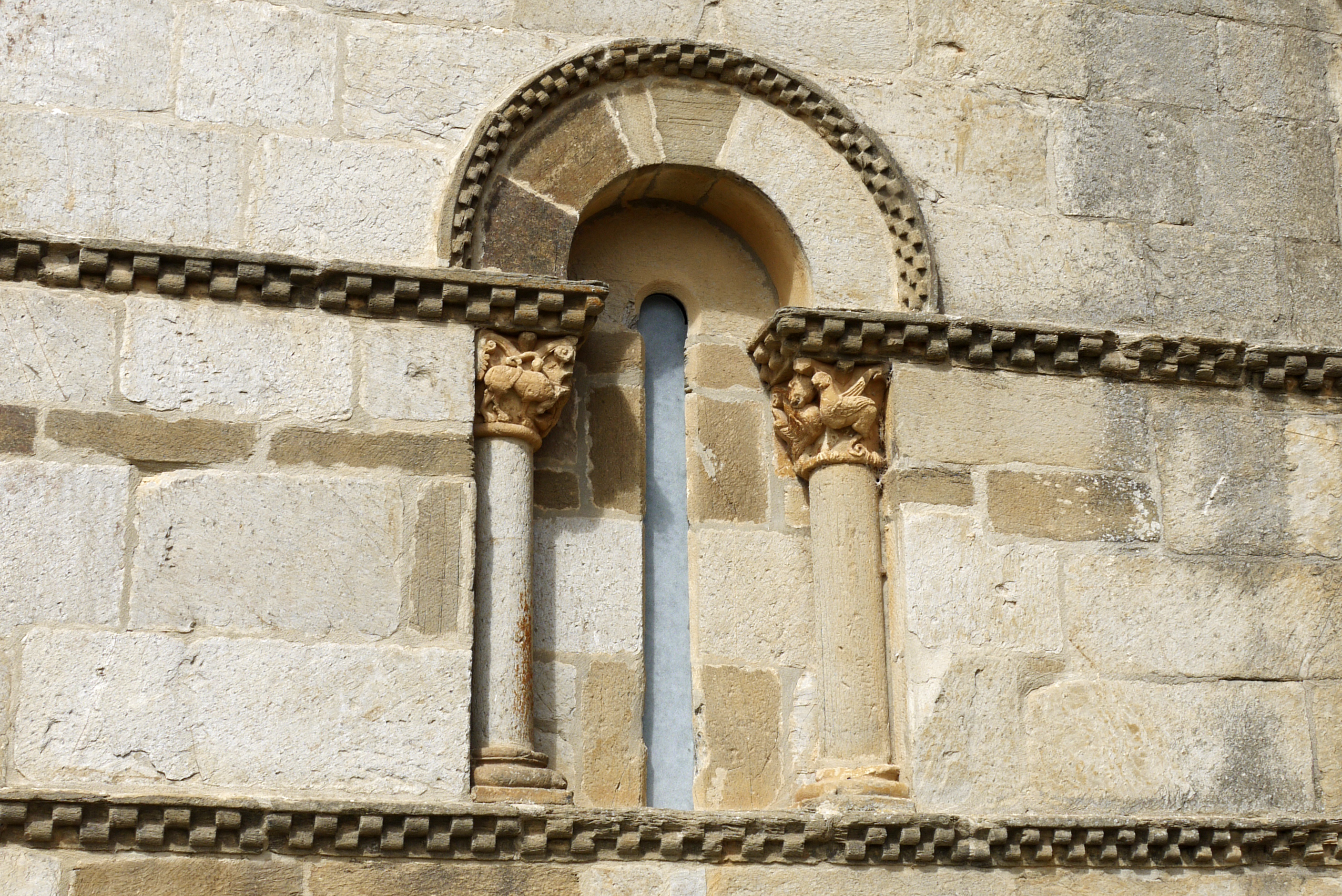
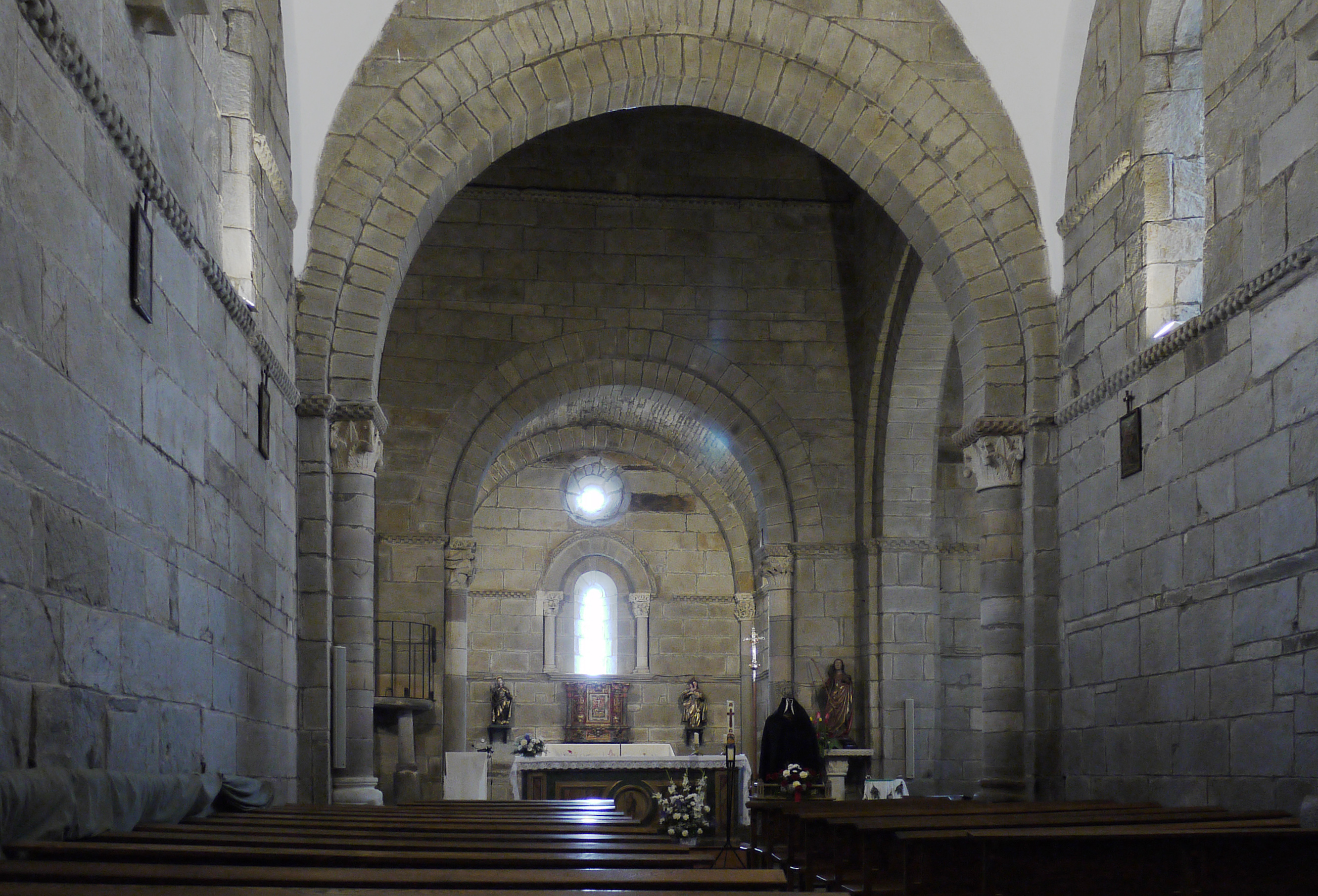
Nave

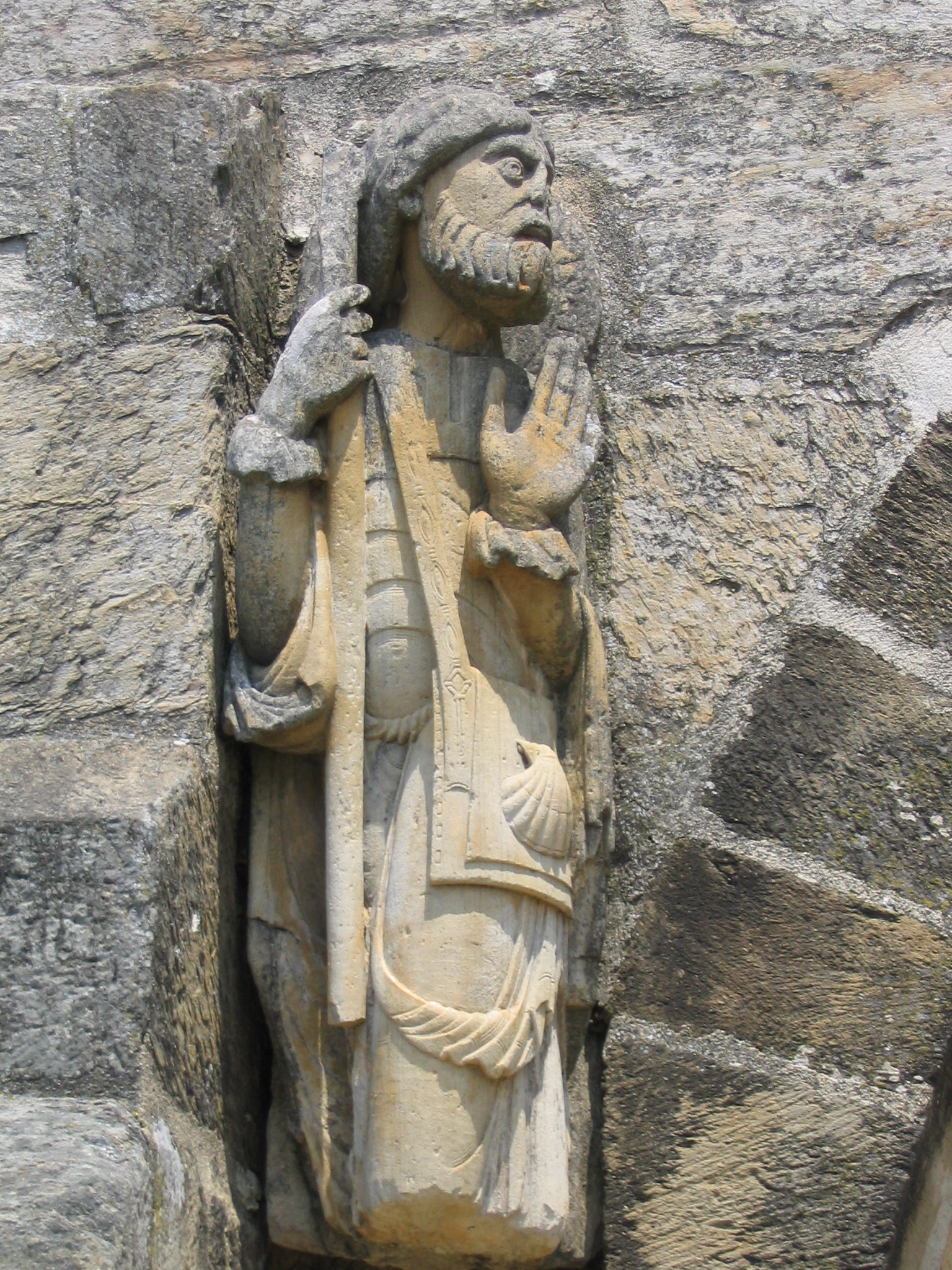
Imagen de Santiago en Santa Marta de Tera.
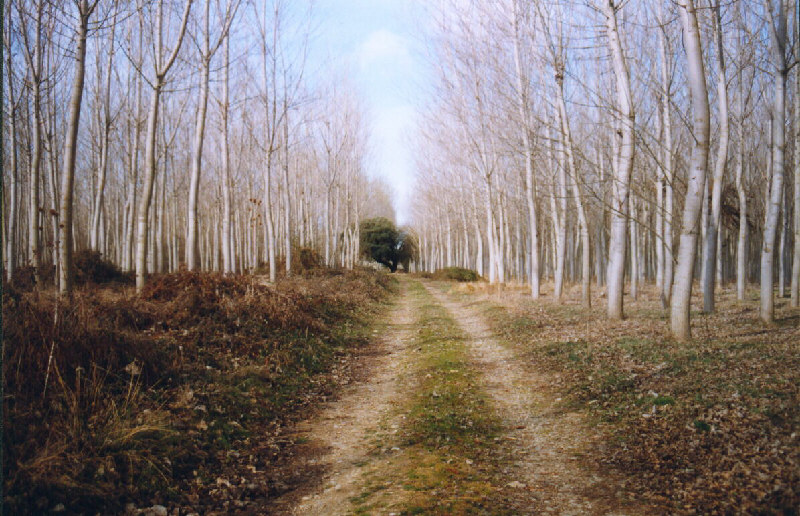
Camino de Santiago cerca de Santa Marta de Tera.